# HMS Seagull (J85)
«Сігал» (англ. HMS Seagull (J85) — військовий корабель, тральщик типу «Гальсіон» Королівського військово-морського флоту Великої Британії часів Другої світової війни.
Корабель брав участь у бойових діях на морі в Другій світовій війні, переважно бився у Північній Атлантиці, супроводжував 21 арктичний конвой, підтримував висадку морського десанту в Нормандії. За проявлену мужність та стійкість у боях бойовий корабель заохочений двома бойовими відзнаками.

## Історія створення
Тральщик «Сігал» закладений 15 лютого 1937 року на верфі HMNB Devonport у Девонпорті. 28 жовтня 1937 року він був спущений на воду, а 30 травня 1938 року увійшов до складу Королівських ВМС Великої Британії. 

## Історія служби

### Початок війни
Ще до початку воєнних дій у Європі, «Сігал» разом з тральщиками «Брамбл», «Бритомарт», «Хазард», «Гебе», «Шарпшутер» і «Спіді» за наказом командування провели навчання з перевірки мінної безпеки в затоці Лайм. З початком війни переведений до Скапа-Флоу. 14 жовтня разом з іншими тральщиками прибув до Клайду, куди перейшов Домашній флот імперії після затоплення німецьким підводним човном U-47 капітан-лейтенанта Г. Пріна лінкора «Роял Оук», з метою прочісування навколишніх вод та виявлення німецьких мін і підводних човнів.

### 1940
Протягом року виконував функції із супроводу конвоїв у Північній Атлантиці, базуючись на Сторновей. Супроводжував транспортні судна до Канади та у зворотному напрямку. Весною 1940 року повернувся до Скапа-Флоу, звідкіля продовжував виконання завдань з протимінного захисту підходів до військово-морських баз, морських комунікацій, тощо.

### 1941
З 18 жовтня 1941 року тральщик «Сігал» супроводжував арктичні конвої PQ 2 з Ліверпуля до Архангельська й QP 2 зворотно до Керкволла.
На початку листопада він направлений до району Північно-Західних підходів для виконання завдань з охорони арктичних конвоїв до СРСР. З 17 по 27 листопада супроводжував конвой PQ 4 до входу в Кольську затоку.

### 1942
У травні 1942 року «Сігал» входив до сил ескорту великого конвою PQ 16 від берегів Ісландії зі стратегічними вантажами і військовою технікою з США, Канади і Великої Британії до Мурманська, який супроводжував 35 транспортних суден (21 американське, 4 радянські, 8 британських, 1 голландське та одне під панамським прапором). Його супроводжували 17 ескортних кораблів союзників, до острова Ведмежий конвой прикривала ескадра з 4 крейсерів і 3 есмінців.
2 травня 1942 року під час ескорту конвою PQ 15 норвезький есмінець «Сент-Олбанс» разом з тральщиком «Сігал» помилково атакували польський підводний човен «Яструб», що відхилився на 100 миль від заданого району дії та був хибно прийнятий за німецьку субмарину. В результаті атаки загинуло 5 осіб, ще 6 людей дістали поранень.

### 1943
1 листопада 1943 року тральщик увійшов до складу сил ескорту, що супроводжували конвой RA 54A, який повертався з Радянського Союзу.